# Walter Abrahão
Walter Abrahão (Piraju, 5 de janeiro de 1931 – São Paulo, 8 de agosto de 2011) foi um locutor esportivo e político brasileiro. É considerado um dos mais importantes nomes da narração esportiva da televisão brasileira.
Neto de imigrantes sírios, formou-se em Direito na Faculdade de Direito do Largo São Francisco, em 1958, tornando-se sócio de um importante escritório de advocacia. Na década de 1950 iniciou como radialista nas Emissoras Associadas de São Paulo e logo após fez sucesso na TV Tupi, como locutor esportivo nas décadas de 1960 e 1970, onde também apresentava um programa esportivo, juntamente com Roberto Petri, Geraldo Bretas, Fernando Gaya Solera e Ely Coimbra.
Na década de 1980, trabalhou na TVS (depois Sistema Brasileiro de Televisão) e na Rede Manchete. Nestas emissoras, participou das transmissões de seis Copa do Mundo FIFA.
É considerado o inventor do replay esportivo quando utilizou este artifício, pela primeira vez, em 1963, chamando-o de "bilance".
Walter também foi vereador da cidade de São Paulo, eleito em 1988 e reeleito em 1992 e em 1993 entrou para o Tribunal de Contas do Município de São Paulo, aposentando-se em 2001. 
Morreu em 8 de agosto de 2011, em decorrência de um câncer de pulmão.
Em 2020 é lançada a TV Walter Abrahão o nome é referência ao locutor esportivo, pai do proprietário do canal que possui o mesmo nome.